# Kam se dosud žádný fanoušek nevydal
Kam se dosud žádný fanoušek nevydal, v anglickém originále Where No Fan Has Gone Before, je jedenáctá epizoda čtvrté série seriálu Futurama. Poprvé byla vysílána 21. dubna 2002 stanicí Fox.

## Děj
Fry, Leela a Bender si vyrazí do videopůjčovny, kde se Fry dozví, že Star Trek jsou zakázaná slova. Později se dovídá, že kvůli rozrůstající moci seriálu bylo rozhodnuto veškeré zbylé materiály vyslat raketou na planetu Omega 3. Fry se setkává s hlavou Leonarda Nimoye (představitel pana Spocka) a přesvědčuje jej, aby se spolu vydali hledat ostatní herce z Původního seriálu.
Lodí Planet Express se Bender, Fry, Leela a Nimoyova hlava vydávají na Omegu 3, kde ale havarují. Setkávají se ostatními představiteli postav Star Treku - Nichelle Nichols, Walter Koenig, DeForest Kelley, William Shatner a George Takei, ale také s Melwarem, oblačnou bytostí považující se za největšího fanouška Star Treku.

## Zajímavosti
- „Kam se dosud žádný fanoušek nevydal“ (Where No Fan Has Gone Before) je parodie na hlavní motto seriálu Star Trek, které znělo „Kam se dosud žádný člověk nevydal“ (Where No man Has Gone Before) a motto seriálu Star Trek: Nová generace „Kam se dosud nikdo nevydal“ (Where No One Has Gone Before).